# Wspólnota administracyjna Wallerstein
Wspólnota administracyjna Wallerstein – wspólnota administracyjna (niem. Verwaltungsgemeinschaft) w Niemczech, w kraju związkowym Bawaria, w rejencji Szwabia, w regionie Augsburg, w powiecie Donau-Ries. Siedziba wspólnoty znajduje się w miejscowości Wallerstein.
Wspólnota administracyjna zrzesza jedną gminę targową (Markt) oraz dwie gminy wiejskie (Gemeinde): 
- Maihingen, 1 202 mieszkańców, 14,18 km²
- Marktoffingen, 1 320 mieszkańców, 13,59 km²
- Wallerstein, gmina targowa, 3 282 mieszkańców, 19,45 km²